# Герхард Тинтнер
Герхард Тинтнер (на немски: Gerhard Tintner) е австрийско-американски икономист.

## Биография
Роден е на 29 септември 1907 г. в Нюрнберг в семейство на живеещи там австрийци. През 1929 г. завършва стопански и правни науки във Виенския университет. Работи в Австрийския институт за стопански проучвания до 1936 г., когато емигрира в Съединените щати. Преподава в Айовския щатски университет до 1962 г., а след това в Питсбъргския университет (1962 – 1963) и Южнокалифорнийския университет (1963 – 1973). През 1973 г. се връща в Австрия и до пенсионирането си оглавява Института по иконометрия при Виенския технически университет. Работи главно в областта на иконометрията, като играе важна роля в ранния период от развитието на тази дисциплина.
Герхард Тинтнер умира на 13 ноември 1983 г. във Виена.